# Il martirio di Santa Cecilia
Il martirio di Santa Cecilia (deutsch: „Das Martyrium der Heiligen Cecilia“) ist ein Oratorium in zwei Teilen von Alessandro Scarlatti mit einem italienischen Libretto von Kardinal Pietro Ottoboni. Es wurde im März 1708 im römischen Palazzo della Cancelleria uraufgeführt.

## Handlung
Das Oratorium handelt von der Heiligen Cäcilia von Rom, die während der Regierungszeit des römischen Kaisers Severus Alexander als Christin hingerichtet werden soll. Der Präfekt Almachio ist als Richter eingesetzt. Da er sie liebt, lässt er nichts unversucht, um sie zu retten. Sein Berater und Cecilias Amme wirken in dieselbe Richtung. Cecilia ist jedoch durch nichts von ihrer kompromisslosen Haltung abzubringen. Ihr ganzes Leben ist von ihrem Glauben geprägt. Sie hat sich geweigert, den heidnischen Göttern zu opfern, und auch die Hochzeit mit ihrem ebenfalls bekehrten Bräutigam Valerian nicht vollzogen. Stattdessen sieht sie in Christus ihren eigentlichen Bräutigam und sehnt sich nach dem Tod, um zu diesem zu gelangen. Nachdem der Kaiser von der Schwäche des Präfekten erfahren hat, verurteilt er sie persönlich per Dekret zum Tode. Dem Henker gelingt es jedoch nicht, mit seinem Schwert ihr Haupt vom Rumpf zu trennen. Cecilia stirbt im Gebet. Almachio verliert darüber den Verstand. Die beiden anderen jedoch erkennen die Kraft des christlichen Glaubens.

### Erster Teil
Almachio klagt über seinen inneren Zwiespalt, da er Cecilia trotz seiner Liebe verurteilen muss (Arie Almachio: „A dispetto del mio core“). Er bittet seinen Ratgeber, ihr noch einmal ins Gewissen zu reden. Der Berater macht ihm Hoffnung, dass sie ihre Starrsinnigkeit aufgeben werde. Auch das Volk werde ein dadurch mögliches gnädiges Urteil wohlwollend aufnehmen (Arie Consigliere: „E del sol pregio“).
Die Amme drängt Cecilia, nachzugeben, um ihr Leben und ihre Ehre zu retten (Arie Nutrice: „Tu dai nome di costanza“). Sie solle sich wieder mit den von ihr geschmähten Göttern versöhnen. Cecilia widerspricht und versucht ihrerseits, die Amme zum Christentum zu bekehren (Arie Cecilia: „Questo solo e quell’ardore“). Die Amme verweist auf Cecilias Bräutigam, der ihretwegen ebenfalls hingerichtet werden soll. Cecilia jedoch sehnt sich geradezu nach dem Tod. Sie betrachtet Jesus als ihren eigentlichen Bräutigam (Arie Cecilia: „Esca pura del foco mio“). Die Amme erkennt, dass sie nichts ausrichten kann. Sie hofft nun, dass Almachio aus Liebe zu Cecilia Gnade walten lässt (Arie Nutrice: „La primavera“). Die Ankunft von dessen Ratgeber ist ihr daher sehr gelegen. Auch dieser hofft auf einen Sinneswandel Cecilias (Arie Consigliere: „Finche giova il pentimento“). Die Amme berichtet ihm von ihren Fehlschlägen. Beide hoffen, dass Almachio sie durch Freundlichkeit von seiner Liebe überzeugen kann, damit sie seinen Ratschlägen folgt (Duett Nutrice, Consigliere: „Il cielo, l’impero“).
Almachio informiert Cecilia über die Hinrichtung von ihrem Bräutigam und dessen Bruder Tiburtius, die sich zum Ärger der Liktoren bis zuletzt geweigert hätten, ihrem christlichen Glauben abzuschwören. Cecilia reagiert nicht mit Entsetzen, sondern mit Bewunderung für die beiden. Sie fordert Almachio auf, nun auch sie zu töten (Arie Cecilia: „Quanto invidio“). Almachio wirft sich ihr zu Füßen, erklärt ihr seine Verehrung und fleht sie an, ihr Seelenheil zu retten. Cecilia verspricht ihm Trost. Dazu müsse er sich jedoch selbst ändern, denn das bessere Leben komme erst nach dem Tod und sei nur durch den Glauben an Christus zu erreichen. Almachio verliert die Hoffnung. Er sieht ihren unvermeidlichen Tod als Strafe für seine Liebesverirrung (Arie Almachio: „Odo il Lazio, odo le sfere“).
Cäcilia betet um die Kraft zur Standhaftigkeit. Sie will durch ihren Glauben unbesiegbar werden (Arie Cecilia: „Spiegheran, co’fiere artigli“). Sie fordert ihre Amme auf, sie allein zu lassen, um sich zu retten (Duett Nutrice, Cecilia: „Ecco, io parto“).

### Zweiter Teil

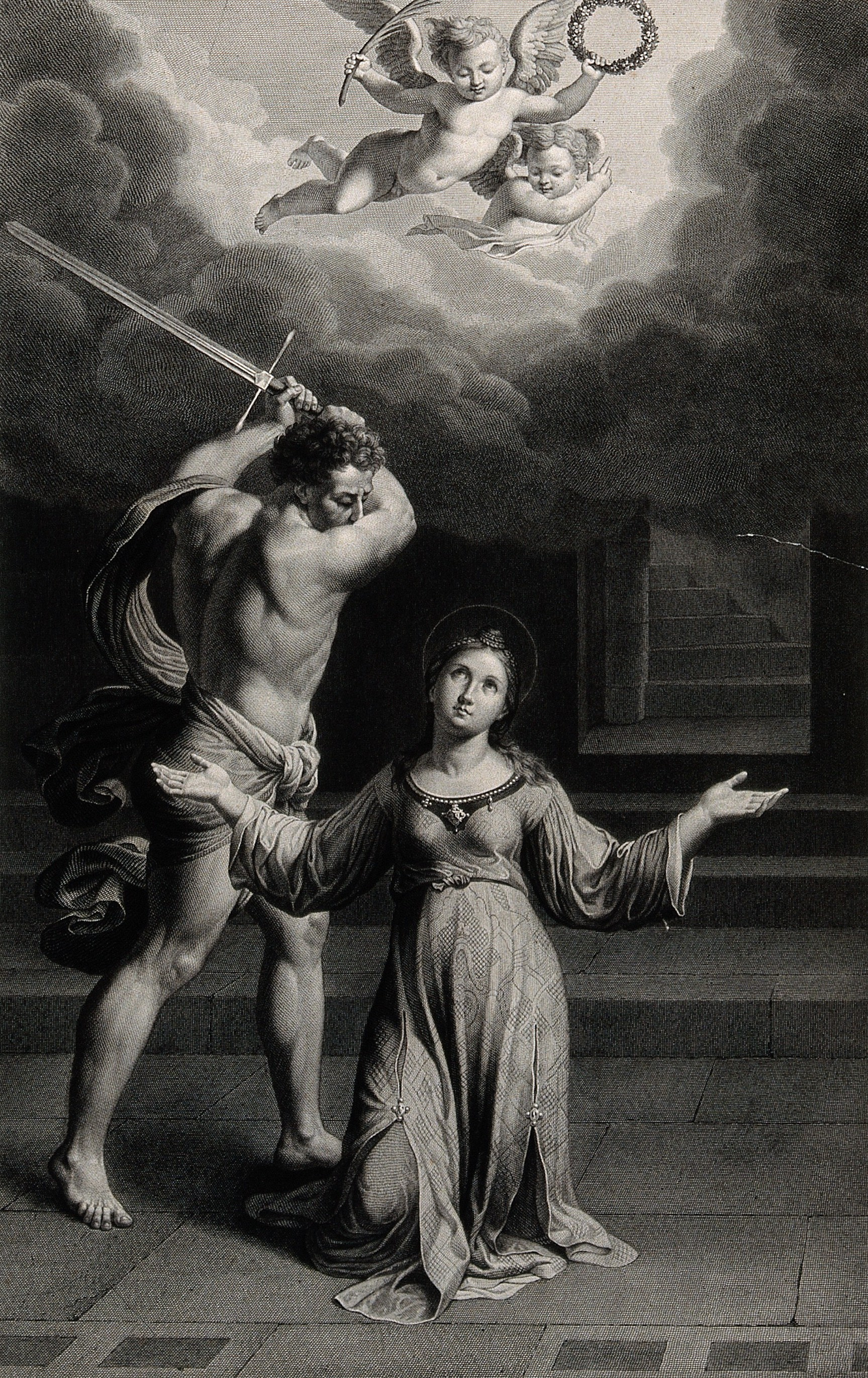
Die Heilige Cäcilia. Gravur von C. M. F. Dien, 1827, nach Giulio Romano

Almachio schwankt zwischen Liebe und Verachtung für Cecilia (Arie Almachio: „Combattuto questo core“). Als der Ratgeber ihm von ihrer unveränderten Standhaftigkeit berichtet, beschließt er, an ihr ein Exempel zu statuieren, um Nachahmer abzuschrecken. Der Ratgeber weist jedoch darauf hin, dass die Christen Rom keinen wirklichen Schaden zufügen und man besser die äußeren Feinde bekämpfen sollte, statt auf übertriebener Strenge zu beharren. Es spreche nichts dagegen, neben den anderen latinischen Göttern auch diese neue Gottheit anzubeten (Arie Consigliere: „La prudenza, che siede al governo“).
Die gefesselte Cecilia wird zu Almachio geführt. Der zeigt sich scheinbar gnädig und lässt ihr die Fesseln lösen. Er meint, wenn sie seinem Werben nachgeben und ihn heiraten würde, werde er sich vielleicht selbst irgendwann zum Christentum bekehren. Solange könne sie ihren Glauben weiterhin heimlich ausüben. Er werde auch die Christen nicht weiter verfolgen. Cecilia lehnt dies ab, da sie ihren Glauben nicht verleugnen will. Almachio fürchtet nicht nur ihren Tod, sondern auch seine eigenen Gefühle darüber (Duett Almachio, Cecilia: „Non e solo il tuo mal ch’io pavento“). Er hofft, dass die gerade zurückkehrende Amme noch etwas erreichen kann (Arie Almachio: „Speranza, un impossible“). Cecilia hat es jetzt eilig, in ihr Haus zurückkehren, wo sie vor dem Drängen Almachios sicher ist (Arie Cecilia: „Voli il mio pie“). Die Amme ist verzweifelt (Arie Nutrice: „Degl’astri in vendetta“).
Der Ratgeber sorgt sich im Gespräch mit dem inzwischen eingetroffenen Henker um Almachio. Domitius, ein „übler Berater“ des „gerechten“ Kaisers Severus Alexander, hat Almachio beschuldigt, Cecilia und die Christen zu schützen. Dieser hat nun keinen Einfluss mehr auf das Geschehen (Arie Consigliere: „Erra l’huomo allor“).
Der Ratgeber übergibt Cecilia ein Dekret des Kaisers, in dem dieser persönlich das Todesurteil über sie ausspricht. Während Cecilia im Gebet ihren Glauben stärkt, versucht die Amme ein letztes Mal vergeblich, sie zum Einlenken zu bewegen (Arioso Cecilia, Nutrice: „Sommo Padre, eterno Figlio“). Nachdem der Henker zugeschlagen hat, färbt Cecilias Blut den Boden rot. Doch sie lebt noch, fordert den Henker auf, erneut zuzuschlagen, und betet zu Jesus. Der Henker unternimmt noch mehrere Fehlversuche, bevor er entsetzt flieht. Cecilia verblutet langsam im Gebet (Accompagnato-Rezitativ Cecilia, Nutrice: „O felice terreno“).
Während Almachio auf Nachricht über Cecilia wartet, leidet er zutiefst unter seinem Gewissenskonflikt (Arie Almachio: „Più che bramo trovar pace“). Er fühlt sich schuldig an ihrem Tod. Der Ratgeber vergleicht die Standhaftigkeit Cecilias mit einem Schiff im Sturm (Arie Consigliere: „Ella sembra qual nave tra l’onde“).
Die Amme zeigt den Männern das blutgetränkte Schwert des Henkers und berichtet ihnen von Cecilias misslungener Hinrichtung: Aus ihren Wunden habe ein derartiger Glanz gestrahlt, dass der Henker das Schwert fallen gelassen und die Flucht ergriffen habe. Almachio verliert den Verstand. In einer Vision sieht er den schmachvollen Untergang von Rom und dessen Nachfolgereich Byzanz vor sich (Arie Almachio: „Vi mostrate agl’occhi miei“). Ratgeber und Amme dagegen erkennen nun die Macht von Cecilias Glauben. Sie fühlen sich jetzt selbst zum Christentum hingezogen (Duett Nutrice, Consigliere: „Sento nel core“).

## Gestaltung
Die Handlung entwickelt sich wie damals üblich vor allem in den langen Rezitativen, die auf Arien oder Duette hinleiten. Das Oratorium enthält keine Chöre. Außer den beiden Hauptfiguren Cecilia und Almachio gibt es zwei namenlose Berater, die im Sinne der Vernunft nach einem Ausweg suchen, um Cecilia zu retten.
Die Instrumentalbesetzung des Oratoriums besteht aus einer Flöte, zwei Trompeten, Streichern (ohne Violen) und Basso continuo.

### Musiknummern
Das Oratorium enthält die folgenden Musiknummern:
Erster Teil
- I. Introduktion
- II. Arie (Almachio): „A dispetto del mio core“
  - Rezitativ (Almachio, Consigliere): „Vanne, o tu de miei imperi“
- III. Arie (Consigliere): „E del sol pregio“
  - Rezitativ (Nutrice): „Cecilia, amata figlia“
- IV. Arie (Nutrice): „Tu dai nome di costanza“
  - Rezitativ (Cecilia, Nutrice): „Nutrice, e qual’ errore“
- V. Arie (Cecilia): „Questo solo e quell’ardore“
  - Rezitativ (Nutrice, Cecilia): „Quanto hai l’alma confusa“
- VI. Arie (Cecilia): „Esca pura del foco mio“
  - Rezitativ (Nutrice): „Ove incauta fanciulla“
- VII. Arie (Nutrice): „La primavera“
  - Rezitativ (Nutrice, Consigliere): „Opportuno qui giunge“
- VIII. Arie (Consigliere): „Finche giova il pentimento“
  - Rezitativ (Nutrice, Consigliere): „Qual’immobile scoglio“
- IX. Duett (Nutrice, Consigliere): „Il cielo, l’impero“
- X. [Sinfonia]
  - Rezitativ (Almachio): „Donna superba, e cruda“
- XI. Arie (Cecilia): „Quanto invidio“
  - Rezitativ (Almachio, Cecilia): „Se immobile pur resti alma di scoglio“
- XII. Arie (Almachio): „Odo il Lazio, odo le sfere“
- Accompagnato-Rezitativ (Cecilia): „Mio Redentor, mia speme“
- XIII. Arie (Cecilia): „Spiegheran, co’fiere artigli“
  - Rezitativ (Nutrice, Cecilia): „Sconsigliata, a che resti in queste soglie“
- XIV. Duett (Nutrice, Cecilia): „Ecco, io parto“

Zweiter Teil
- XV. Arie (Almachio): „Combattuto questo core“
  - Rezitativ (Almachio): „Salva e Cecilia“
- XVI. Arie (Consigliere): „La prudenza, che siede al governo“
  - Rezitativ (Almachio, Cecilia): „Cecilia viene“
- XVII. Duett (Almachio, Cecilia): „Non e solo il tuo mal ch’io pavento“
  - Rezitativ (Almachio): „Giunge la tua nutrice“
- XVIII. Arie (Almachio): „Speranza, un impossible“
  - Rezitativ (Cecilia, Nutrice): „Nutrice, andiamo“
- XIX. Arie (Cecilia): „Voli il mio pie“
  - Rezitativ (Nutrice): „Come rapide corre al suo destino?“
- XX. Arie (Nutrice): „Degl’astri in vendetta“
  - Rezitativ (Consigliere): „Fortunato regnar, felice Mondo“
- XXI. Arie (Consigliere): „Erra l’huomo allor“
  - Rezitativ (Consigliere): „Cecilia frettolosa“
- XXII. Arioso (Cecilia, Nutrice): „Sommo Padre, eterno Figlio“
  - Rezitativ (Nutrice): „Ohime, che miro!“
  - Accompagnato-Rezitativ (Cecilia, Nutrice): „O felice terreno“
- XXIII. Arie (Almachio): „Più che bramo trovar pace“
  - Rezitativ (Almachio, Consigliere): „Di Cesare il volere“
- XXIV. Arie (Consigliere): „Ella sembra qual nave tra l’onde“
  - Rezitativ (Nutrice): „O ferro! o sangue!“
- XXV. Arie (Almachio): „Vi mostrate agl’occhi miei“
  - Rezitativ (Consigliere, Nutrice): „Custoditelo, o servi“
- XXVI. Duett (Nutrice, Consigliere): „Sento nel core“

## Werkgeschichte
Nach seiner Ankunft in Rom 1703 erhielt der neapolitanische Komponist Alessandro Scarlatti mehrere Komposition-Aufträge von Kardinal Pietro Ottoboni. Dabei handelte es sich um verschiedene Oratorien mit düsterer Thematik wie Sedecia, re di Gerusalemme (1705), Oratorio per la passione di Nostro Signore Gesù Christo (1706) oder Cain ovvero Il primo omicidio (1707). Den Abschluss dieser Reihe bildete Il martirio di Santa Cecilia, dessen blutige Schlussszenen der Musikwissenschaftler Karl Böhmer als „einen ‚show down‘ ohne Gleichen, einen Höhepunkt des barocken Oratoriums schlechthin“ bezeichnete. Das Libretto dieses Werks stammt vom Kardinal persönlich. Der Text enthält einige explizite szenische Anweisungen, und im Partitur-Manuskript findet sich ein Hinweis auf eine Bühnenmaschine. Daher wirkt das Werk wie eine Mischform aus konzertantem Oratorium und theatralischem Bühnenwerk. Jeweils zwei unterschiedliche Fassungen komponierte Scarlatti für die Arie „La primavera“ der Amme (eine für Streicher, die andere mit Oboe) und das Schlussduett (eine schnelle und eine ruhige).
Das Oratorium wurde während der Fastenzeit Anfang März 1708 in Rom im Palazzo della Cancelleria, dem Sitz des Kardinals, uraufgeführt. Es war Teil einer größeren Oratoriensaison aus Anlass des von Papst Clemens XI. für das Latium und Rom ausgerufenen „Giubileo“, eines besonderen Heiligen Jahres. Den Abschluss bildete am Ostersonntag (8. April) die Uraufführung des Oratoriums La Resurrezione des jungen Georg Friedrich Händel, der auch bei der Aufführung von Scarlattis Oratorium anwesend war (in seinen späteren Londoner Oratorien griff er ebenfalls auf szenische Elemente zurück). Da Frauen damals in Rom nicht auf der Bühne auftreten durften, wurden sämtliche Rollen von Männern gesungen. Die Rolle der Cecilia ist für einen jungen Soprankastraten bestimmt. Möglicherweise sang sie Francesco Besci. Die männliche Hauptrolle übernahm vermutlich der Altkastrat Pasqualino Beni.
Am 22. November desselben Jahres, dem Tag der heiligen Cäcilia von Rom (Schutzpatronin der Musiker), ließ Ottoboni Scarlattis Werk im Oratorium des hl. Philipp Neri erneut aufführen. Eine weitere Aufführung gab es im Heiligen Jahr 1725. Die Titelpartie sang nun der Kastrat Farfallino. Für diesen komponierte Giambattista Costanzi, der Hauskomponist des Kardinals, neue Arien, die sich im Anhang des Manuskripts fanden.
Das Libretto hat sich in mehreren Fassungen erhalten. Die Partitur jedoch galt lange Zeit als verschollen. Lino Bianchi, Herausgeber einer unvollendeten Gesamtausgabe von Scarlattis Oratorien, beklagte ihren Verlust ebenso wie Scarlattis Biograph Edward Dent. Erst 1985 veröffentlichte die Handschriftenbibliothek der Martin-Bodmer-Stiftung in Cologny bei Genf eine Beschreibung des Werkes in ihrem Katalog. Es stellte sich heraus, dass das autographe Manuskript seit Jahrzehnten unbeachtet Bestandteil dieser Sammlung gewesen war. Wie viele weitere Partituren Scarlattis war auch diese 1742 nach dem Tod von Kardinal Ottoboni nach England verkauft worden. Dort gelangten sie in die Hände von Händels Librettisten Charles Jennens. Das Manuskript der Cecilia überdauerte anschließend unbemerkt in englischen Sammlungen, bis sie Martin Bodmer 1949 bei Sotheby’s ersteigerte.
1989 wurde das Oratorium in Genf unter der Leitung des Scarlatti-Spezialisten Hans Jörg Jans erstmal in neuerer Zeit der Öffentlichkeit präsentiert. 2000 wurde es in Zürich gespielt, wo bei einer Ausstellung der Sammlung Bodmer Scarlattis autographes Manuskript der Öffentlichkeit vorgestellt wurde. Im selben Jahr erschien auch eine Studio-Aufnahme mit den Interpreten der Zürcher Aufführung auf CD, und Karl Böhmer gab die Erstausgabe der Partitur bei der O+M Musikedition Mainz heraus.
Weitere Aufführungen gab es im Oktober 2001 in Ambronay und Avignon mit dem Ensemble „Il Seminario Musicale“ unter Gérard Lesne und den Solisten Maria-Soledad Cardoso (Cecilia), Stephanie d’Oustrac (Nutrice), Gerard Lesne (Almachio) und Jean-François Novelli (Consigliere). Das Ensemble „Parnassi musici“ unter Martin Lutz spielte das Oratorium im April 2008 in der Augustinerkirche Mainz und im November 2009 in der Christophoruskirche Wiesbaden. Diego Fasolis führte es mit I Barocchisti im September 2009 im italienischen Foligno auf.

## Aufnahmen
- 4. Juli 2000 – Diego Fasolis (Dirigent), I Barocchisti.
 Nancy Argenta (Cecilia), Marinella Pennicchi (Nutrice), Bernhard Landauer (Almachio), Marco Beasley (Consigliere).
 Studio-Aufnahme aus dem Auditorio Stelio Molo RSI in Lugano.
 cpo 777 258-2.[3]